# Гересень
Гересень, Гересені (рум. Gherăseni) — село у повіті Бузеу в Румунії. Адміністративний центр комуни Гересень.
Село розташоване на відстані 85 км на північний схід від Бухареста, 13 км на південь від Бузеу, 106 км на південний захід від Галаца, 115 км на південний схід від Брашова.

## Населення
За даними перепису населення 2002 року у селі проживали 3158 осіб. Усі жителі села рідною мовою назвали румунську.
Національний склад населення села:
| Національність | Кількість осіб | Відсоток |
| -------------- | -------------- | -------- |
| румуни         | 3008           | 95,3%    |
| цигани         | 150            | 4,7%     |